# Henry (Illinois)
Henry es una ciudad ubicada en el condado de Marshall en el estado estadounidense de Illinois. En el Censo de 2010 tenía una población de 2464 habitantes y una densidad poblacional de 681,49 personas por km².

## Geografía
Henry se encuentra ubicada en las coordenadas 41°6′51″N 89°21′43″O / 41.11417, -89.36194. Según la Oficina del Censo de los Estados Unidos, Henry tiene una superficie total de 3.62 km², de la cual 3.43 km² corresponden a tierra firme y (5.16%) 0.19 km² es agua.

## Demografía
Según el censo de 2010, había 2464 personas residiendo en Henry. La densidad de población era de 681,49 hab./km². De los 2464 habitantes, Henry estaba compuesto por el 98.05% blancos, el 0.28% eran afroamericanos, el 0.16% eran amerindios, el 0.45% eran asiáticos, el 0% eran isleños del Pacífico, el 0.12% eran de otras razas y el 0.93% pertenecían a dos o más razas. Del total de la población el 1.01% eran hispanos o latinos de cualquier raza.